# John Montague Gillett
John Montague Gillett (1918, Frederick, Oklahoma) es un botánico estadounidense.

## Algunas publicaciones

### Libros
- 1971. The World of Clovers. Ed. Wiley-Blackwell. 457 pp. ISBN 0-8138-2986-0

- La abreviatura «J.M.Gillett» se emplea para indicar a John Montague Gillett como autoridad en la descripción y clasificación científica de los vegetales.[1]